# タッグ・オブ・ウォー (曲)
「タッグ・オブ・ウォー」 (Tug Of War) は、1982年にポール・マッカートニー（Paul McCartney）が発表した楽曲、及び同曲を収録したシングル。

## 解説
「タッグ・オブ・ウォー」とは綱引きのことで、『タッグ・オブ・ウォー』収録版のイントロにはヨークシャーのハダースフィールドで行われた綱引き大会の決勝音声があしらわれている。また『タッグ・オブ・ウォー』版では、次曲「テイク・イット・アウェイ」へのメドレーとなっている。
人生を綱引きに例え「僕等はお互いを負かしてやろうと思っていたけど、手を離せば全てが滅茶苦茶になってしまう。でも、来るべき時代には、僕等はそれぞれ違ったドラムが打ち出すビートに乗って踊っているだろう」と、現状と将来への希望を歌っている。米誌『ローリング・ストーン』はこの曲を、「ポールにとっての（ジョン・レノンの）イマジン」と評している。
アルバム『タッグ・オブ・ウォー』の冒頭に収録。大半の楽器はポールだが、ギターでデニー・レインとエリック・スチュワートも参加している。
1982年9月6日には『タッグ・オブ・ウォー』からのシングルカット第3弾として発売された。B面にはカール・パーキンスとの共演曲「ゲット・イット」を同アルバムから引いたが、「B面はアルバム未収録曲にする」との原則から外れたため不調に終わった。
なお、当曲と『パイプス・オブ・ピース』収録の「パイプス・オブ・ピース」を混ぜ合わせたような曲「タッグ・オブ・ピース」が、『パイプス・オブ・ピース』に収録されている。

## 収録曲
- タッグ・オブ・ウォー(Tug Of War)
- ゲット・イット(Get It)